# Brloh (powiat Český Krumlov)
Brloh – wieś i gmina w Czechach, w powiecie Český Krumlov, w kraju południowoczeskim. Według danych z dnia 1 stycznia 2013 liczyła 1 059 mieszkańców. Położona jest 15 km na północny zachód od Českego Krumlova i 19 km na zachód od Czeskich Budziejowic.